# Soldanella Oyler
Soldanella Oyler, född 20 mars 1913 i Glastonbury England, död 25 februari 2001 i Vintrosa, var en svensk tecknare och målare. Hon var dotter till författaren Philip Oyler och konstnären Elsa Giöbel.
Oyler var autodidakt som konstnär, hon bedrev självstudier i engelska museer och privatgallerier samt under studieresor till Frankrike, Spanien och Danmark. 
1958 hade hon en separat utställning i Köpenhamn, och 1959 ställde hon ut originalteckningarna till  Bergslagsblomster på Galleri Brinken i Stockholm. Hon deltog i Länets konst 1958–1960 samt Sommarsalongen 1959 på Konsthallen i Örebro. Hon har medverkat som tecknare i Nerikes Allehanda - Nerikes Tidningen.
Hennes konst omfattar landskaps och blomstermotiv i tusch och pastell.
Efter hennes död köptes hennes stora konstboksamling, på flera hundra böcker, av rektor Peter Ekström som donerade böckerna till Örebro Konstskolas bibliotek.
Oyler finns representerad vid bland annat Örebro läns landsting.